# Mario Farci

Bischofswappen von Mario Farci

Mario Farci (* 9. Mai 1967 in Quartu Sant’Elena) ist ein italienischer römisch-katholischer Geistlicher und Bischof von Iglesias.

## Leben
Mario Farci studierte Philosophie und Theologie und empfing am 7. Dezember 1991 in der Kirche Sant’Elena Imperatrice das Sakrament der Priesterweihe für das Erzbistum Cagliari.
Neben Aufgaben in der Pfarrseelsorge war er von 1996 bis 1998 Spiritual am Priesterseminar des Erzbistums und von 1999 bis 2022 erzbischöflicher Beauftragter für den Ständigen Diakonat sowie Beauftragter für den Ökumenismus und interreligiösen Dialog. Als Dozent für Dogmatik lehrte er ab 1994 am religionswissenschaftlichen Institut in Cagliari und ab 1998 an der Päpstlichen Theologischen Fakultät von Sardinien. Er gehörte einer Vielzahl theologischer Gremien an und war 2014 Gründungsmitglied der Vereinigung der italienischen Ökumenismusdozenten. 2019 wurde er Mitglied des Priesterrates. Ab 2022 war er Präsident der Päpstlichen Theologischen Fakultät von Sardinien, Direktor des erzbischöflichen Amts für den Ständigen Diakonat und die pastoralen Dienste sowie Mitglied des Nationalkomitees für den synodalen Weg.
Papst Franziskus ernannte ihn am 30. November 2024 zum Bischof von Iglesias. Der Erzbischof von Cagliari, Giuseppe Baturi, spendete ihm am 9. Februar des folgenden Jahres in der Basilika Sant’Elena Imperatrice die Bischofsweihe. Mitkonsekratoren waren dessen Amtsvorgänger Arrigo Kardinal Miglio und Giuseppe Mani sowie Farcis Amtsvorgänger Giovanni Paolo Zedda. Die Amtseinführung fand eine Woche später statt.